# Kathleen Monahan
Kathleen Monahan (ur. 9 listopada 1972 w Aspen) – amerykańska narciarka alpejska.

## Kariera
W zawodach Pucharu Świata zadebiutowała 8 marca 1992 roku w Vail, gdzie zajęła 22. miejsce w supergigancie. Tym samym już w debiucie zdobyła pierwsze punkty. Na podium zawodów tego cyklu jedyny raz stanęła 6 marca 1999 roku w Sankt Moritz, kończąc rywalizację w tej samej konkurencji na trzeciej pozycji. W zawodach tych wyprzedziły ją jedynie dwie Austriaczki: Michaela Dorfmeister i Renate Götschl. W sezonie 1998/1999 zajęła 43. miejsce w klasyfikacji generalnej.
Wystartowała na igrzyskach olimpijskich w Nagano w 1998 roku, gdzie zajęła 26. miejsce w zjeździe, 29. w supergigancie, a kombinacji nie ukończyła. Podczas rozgrywanych cztery lata później igrzysk w Salt Lake City była siedemnasta w supergigancie. Zajęła też między innymi jedenastą pozycję w kombinacji na mistrzostwach świata w Vail/Beaver Creek w 1999 roku.

## Osiągnięcia

### Igrzyska olimpijskie
| Miejsce | Dzień     | Rok  | Miejscowość    | Konkurencja | Czas biegu | Strata | Zwyciężczyni       |
| ------- | --------- | ---- | -------------- | ----------- | ---------- | ------ | ------------------ |
| DNS     | 11 lutego | 1998 | Nagano         | Supergigant | 1:18,02    | -      | Picabo Street      |
| 29.     | 16 lutego | 1998 | Nagano         | Zjazd       | 1:29,89    | +2,23  | Katja Seizinger    |
| 27.     | 17 lutego | 1998 | Nagano         | Kombinacja  | 2:40,74    | +3,33  | Katja Seizinger    |
| 17.     | 17 lutego | 2002 | Salt Lake City | Supergigant | 1:13,59    | +2,00  | Daniela Ceccarelli |

### Mistrzostwa świata
| Miejsce | Dzień    | Rok  | Miejscowość       | Konkurencja | Czas biegu | Strata | Zwyciężczyni          |
| ------- | -------- | ---- | ----------------- | ----------- | ---------- | ------ | --------------------- |
| 22.     | 9 lutego | 1997 | Sestriere         | Gigant      | 2:39,19    | +10,46 | Hilary Lindh          |
| 23.     | 3 lutego | 1999 | Vail/Beaver Creek | Supergigant | 1:20,53    | +2,37  | Alexandra Meissnitzer |
| 11.     | 5 lutego | 1999 | Vail/Beaver Creek | Kombinacja  | 3:08,52    | +7,12  | Pernilla Wiberg       |
| 19.     | 7 lutego | 1999 | Vail/Beaver Creek | Zjazd       | 1:48,20    | +2,22  | Isolde Kostner        |

### Puchar Świata

#### Miejsca w klasyfikacji generalnej
- sezon 1991/1992: 113.
- sezon 1992/1993: 107.
- sezon 1995/1996: 116.
- sezon 1996/1997: 116.
- sezon 1997/1998: 98.
- sezon 1998/1999: 43.
- sezon 2001/2002: 79.
- sezon 2002/2003: 83.

#### Miejsca na podium
1. Sankt Moritz – 6 marca 1999 (supergigant) – 3. miejsce